# Vincent Porret
Vincent Porret (* 5. August 1984 in Sallanches) ist ein ehemaliger französischer Biathlet und heutiger Biathlontrainer.
Vincent Porret lebt in Megève und wurde von Pascal Etienne und Jean-Pierre Amat trainiert. Der Techniker betrieb seit 1996 Biathlon. Seit 2003 startete er im Junioren-Europacup. Sein erstes Rennen, einen Sprint in Forni Avoltri, beendete er als 19., die folgende Verfolgung als 15. In seinem dritten Rennen, einem Einzel in Ridnaun, wurde er Neunter und erreichte damit seine erste Top-Ten-Platzierung. Bei der Junioren-Weltmeisterschaft 2003 in Kościelisko belegte Porret im Sprint Rang zehn und in der Verfolgung Rang sieben. In der Folgesaison erreichte der Franzose in Méribel als Dritter eine erste Podiumsplatzierung, anschließend wurde er mit Simon Fourcade, Frédéric Jean und Loïs Habert Zweiter mit der Staffel. Die Ergebnisse bei der Junioren-WM 2004 in Haute-Maurienne waren weniger gut als im Jahr zuvor, bestes Ergebnis war Rang 17 in der Verfolgung. Mit der Staffel verpasste er als Vierter eine Medaille. In der Saison 2004/05 gewann er mit Tanguy Roche, Jay und Fourcade ein erstes Europacup-Rennen. In Kontiolahti startete Porret letztmals bei der Junioren-WM. In Sprint und Verfolgung waren die Ergebnisse mittelmäßig, besser lief es im Einzel, wo der Franzose Siebter wurde. Die französische Staffel mit ihm, Roche, Jay und Fourcade gewann hinter der deutschen Mannschaft die Silbermedaille.
Seit 2005 startete Porret im Seniorenbereich. Auch hier war sein erstes Rennen in Obertilliach, wo er in einem Einzel 15. wurde. Am Ende der Saison 2005/06 schaffte er es als Sechster in einem Sprint in Gurnigel erstmals unter die besten Zehn. Gegen Ende der Saison konnte er am Holmenkollen in Oslo erstmals im Biathlon-Weltcup starten und belegte im Einzel den 75. Platz. Besonders erfolgreich verlief die folgende Saison. Porret erreichte viele einstellige Ergebnisse, in Cesana San Sicario belegte er mit Rang drei im Sprint sein bestes Einzelergebnis. Am Ende der Europacup-Saison gewann Porret die Gesamtwertung. In drei Rennen startete der Franzose bei der Europameisterschaft in Nové Město na Moravě. Im Einzel wurde er Achter, im Sprint 23. In der Staffel wurde Porret mit Fourcade, Langel und Jean Achter. Während der Saison trat er zwei weitere Male im Weltcup an, konnte aber keine Punkte gewinnen. Im Sommer 2008 startete der Franzose im heimischen Haute-Maurienne bei den Weltmeisterschaften im Sommerbiathlon. In der Rollski-Disziplin wurde Porret Sechster im Sprint und fiel in der Verfolgung bis auf Rang 21 zurück. 2012 beendete er seine Karriere.
In der Saison 2018/19 war Vincent Porret Schießtrainer der französischen Frauen im Weltcup an der Seite von Frédéric Jean. Zuvor waren beide an gleicher Position im IBU-Cup tätig. Bereits nach einem Jahr wurde er jedoch wieder entlassen und durch Franck Badiou ersetzt.

## Biathlon-Weltcup-Platzierungen
Die Tabelle zeigt alle Platzierungen (je nach Austragungsjahr einschließlich Olympische Spiele und Weltmeisterschaften).
- 1.–3. Platz: Anzahl der Podiumsplatzierungen
- Top 10: Anzahl der Platzierungen unter den ersten zehn (einschließlich Podium)
- Punkteränge: Anzahl der Platzierungen innerhalb der Punkteränge (einschließlich Podium und Top 10)
- Starts: Anzahl gelaufener Rennen in der jeweiligen Disziplin

| Platzierung                      | Einzel | Sprint | Verfolgung | Massenstart | Staffel | Gesamt |
| -------------------------------- | ------ | ------ | ---------- | ----------- | ------- | ------ |
| 1. Platz                         |        |        |            |             |         |        |
| 2. Platz                         |        |        |            |             |         |        |
| 3. Platz                         |        |        |            |             |         |        |
| Top 10                           |        |        |            |             |         |        |
| Punkteränge                      |        |        |            |             |         |        |
| Starts                           | 1      | 2      |            |             |         | 3      |
| Stand: nach der Saison 2008/2009 |        |        |            |             |         |        |